# Fabio Diso
Fabio Diso (* 28. Juli 1990 in Illertissen) ist deutscher Schauspieler und Musicaldarsteller mit italienisch-spanischen Wurzeln.

## Leben und Werdegang
Diso wuchs in Illertissen auf und besuchte dort die Hauptschule, anschließend eine weiterführende Wirtschaftsschule. Während seiner Schulzeit wirkte er in verschiedenen Theateraufführungen und Konzerten mit. Mit 17 Jahren wurde er Mitglied in der Schwabenbühne Illertissen, zudem agierte er als Frontsänger einer Coverband.
2010 legte er sein Abitur in Ulm ab und absolvierte anschließend die Ausbildung zum Musicaldarsteller an der Joop van den Ende Academy in Hamburg. Für sein erstes Engagement zog er nach Stuttgart und gab sein Debüt in Mamma Mia!. Es folgten Rollen in We Will Rock You und Cyrano sowie 2016 an den Vereinigten Bühnen Wien als Che in Evita.
Im Anschluss Übernahme er in Wien die Rolle des argentinischen Fußball-Stars Pablo Garcia in der Uraufführung von I Am from Austria.
Als nächste Station teilte er sich in der Aufführung des Musicals Knie – der Geschichte des Schweizer Circus Knie – die Hauptrolle des Friedrich Knie mit Alexander Klaws.
Anschließend hatte Diso mit der Rolle des Pasha Strelnikow im Musical Doktor Schiwago seine Premiere bei den Sommerfestspielen der Freilichtbühne Tecklenburg.
2019 wechselte Diso an das Staatstheater Schwerin, wo er in der Hauptrolle des Frederik Trumper in Chess Übernahme.
Von 2020 bis 2021 spielte er in Der Schuh des Manitu und Jekyll & Hyde mit.

## Rollen im Musicaltheater
- 2013–2014: Mamma Mia! – Stage Entertainment Stuttgart als Cover Sky
- 2014–2015: We will Rock you – BB Promotion als Cover Galileo
- 2015–2016: Cyrano – Stadttheater Bielefeld als Christian
- 2016–2017: Evita – Vereinigte Bühnen Wien als Cover Che
- 2017–2018: Evita – Staatstheater Darmstadt als Che
- 2017–2018: I Am from Austria – Vereinigte Bühnen Wien als Pablo Garcia
- 2018–2019: Knie das Musical – Musicaltheater Basel als Karl Knie
- 2019–2020: Doktor Schiwago – Freilichtbühne Tecklenburg als Pasha Strelnikow
- 2019–2020: Chess – Staatstheater Schwerin als Frederick Trumper
- 2021: Der Schuh des Manitu – Deutsches Theater München als Dimitri Stupakis
- 2021: Jekyll & Hyde – Freilichtbühne Merzig als Dr. Henry Jekyll
- 2022:  Der Besuch der alten Dame – Freilichtbühne Tecklenburg als junger Alfred
- 2024/25: Chicago, Niedersächsisches Staatstheater Hannover - Staatsoper -

## Diskografie
- 2018: I Am from Austria – Original Cast Album[13][14]